# Afonso Duarte
Joaquim Afonso Fernandes Duarte (Ereira, 1 de Janeiro de 1884 — Coimbra, 5 de Março de 1958) foi um poeta português. Tem uma biblioteca com o seu nome em Montemor-o-Velho.

## Biografia
Nasceu em Ereira, Montemor-o-Velho e formou-se em Ciências Físico-Naturais na extinta Faculdade de Filosofia de Coimbra. Professor da Escola Normal, interessava-se por etnografia e arte popular, reflectidos na sua obra poética, ligada às crenças e mitos seculares, aos motivos da terra, vida animal, ao povo e à lide agrária. A sua sensibilidade poética deu-lhe um convívio com literatos de vários grupos e escolas. Colaborou n´ "A Águia" e dirigiu a "Rajada" (1912-1914). 
Encontra-se colaboração da sua autoria nas revistas Atlântida (1915-1920) e Contemporânea (1915-1926) e Litoral  (1944-1945).

## Obra
Trata-se dum poeta em permanente actualidade, dado que vai acompanhando todos os movimentos poéticos da primeira metade do século XX. Nasce numa atmosfera de saudosismo dominado por Teixeira Pascoais. Entretanto, surgem outras escolas a que adere sem compromisso, mas com ironia e pendor populista. Logo as crianças, o desenho infantil, as pedras, as águas. Aparece, então, como saudosista no conteúdo e um modernista na forma. 
Poesia
- Cancioneiro das Pedras (1912)
- Tragédia do Sol Posto (1914)
- Rapsódia do Sol-Nado e Ritual do Amor (1916)
- Os Sete Poemas Líricos (reedição aumentada dos anteriores, 1929)
- Ossadas (1947)
- Post-Scriptum de um Combatente (1949)
- Sibila (1950)
- Canto da Babilónia (1952)
- Canto de Morte e Amor (1952)
- Lápides e Outros Poemas (1950)
- Obra Poética (1956)

Pedagogia
- O Desenho na Escola, Barros de Coimbra (Lumen, 1925)
- Carta Metodológica "do desenho decorativo"
- Os desenhos animistas de uma criança de 7 anos (Imprensa da Universidade de Coimbra, 1933)[5]

Etnografia
- O Ciclo do Natal na Literatura Oral Portuguesa (Barcelos, 1936)
- Um Esquema do Cancioneiro Popular Português[5]